# Герцог де Ла-Рока
 Герцог де Ла-Рока — испанский дворянский титул. Он был создан 24 марта 1793 года королем Испании Карлом IV для Висенте Марии де Веры де Арагона и Энрикеса де Наварры: 7-й графа де ла Рока, 1-го маркиза де Пеньяфуэрте и 1-го графа дель Сакро Романо Империо.
Герцогский титул происходит от титула графа де ла Рока, который был создан в 1628 году. В 1769 году испанский король Карл III возвел графа де ла Рока в ранг гранда Испании.

## Герцоги де Ла-Рока
|                                           | Титул                                                      | Период                                    |
| Креация создана королем Испании Карлом IV | Креация создана королем Испании Карлом IV                  | Креация создана королем Испании Карлом IV |
| ----------------------------------------- | ---------------------------------------------------------- | ----------------------------------------- |
| 1-й                                       | Висенте Мария де Вера де Арагон и Энрикес де Наварра       | 1793-1813                                 |
| 2-я                                       | Виктория Мария Тереза де Вера де Арагон и Нин де Сатрильяс | 1813-1855                                 |
| 3-й                                       | Висенте Феррер дель Алькасар и Вера де Арагон              | 1858-1878                                 |
| 4-й                                       | Сантьяго дель Алькасар и Неро                              | 1879-1891                                 |
| 5-й                                       | Хуан Гуальберто дель Алькасар и Неро                       | 1891-1935                                 |
| 6-я                                       | Мария дель Милагро Уртадо де Амесага и Кольядо             | 1950-1976                                 |
| 7-й                                       | Фаусто де Сааведра и Кольядо                               | 1976-1980                                 |
| 8-й                                       | Хакобо Эрнандо Фитц-Джеймс Стюарт и Гомес                  | 1983 — настоящее время                    |

## История герцогов де ла Рока
1. Висенте Мария де Вера де Арагон и Энрикес де Наварра (2 августа 1731 — 5 апреля 1813), 7-й граф де ла Рока, маркиз де Пеньяфуэнте[исп.], 2-й граф дель Сакро Романо Империо. Супруга — Франсиска Бехарано дель Агила, маркиза де Софрага[исп.]. Ему наследовала их внучка:
2. Виктория Мария Тереса де Вера де Арагон и Нин де Сатрильяс (15 февраля 1798—1855), маркиза де лос Аркос[исп.], 6-я маркиза де Пеньяфуэнте, маркиза де Кокильяс[исп.], маркиза де Софрага, маркиза де Вильявисьоса[исп.], графиня де Рекена[исп.], графиня де Кресенте[исп.], графиня де Монтальво[исп.], и 5-я графиня дель Сакро Романо Империо. Супруг — Хуан Гуальберто дель Алькасар и Венеро Буастаманте, 6-й маркиз дель Валь де ла Палома[исп.]. Ей наследовал их сын:
3. Висенте Феррер дель Алькасар и Вера де Арагон (10 февраля 1820 — 25 июля 1878), маркиз дель Валье де ла Палома, маркиз де Тенорио[исп.], граф де Рекена. Супруга — Мария де ла Консепсьон дель Неро и Саламанка. Ему наследовал их сын:
4. Сантьяго дель Алькасар и Неро (10 сентября 1846 — 30 сентября 1891). Холост и бездетен. Ему наследовал его младший брат:
5. Хуан Гуальберто дель Алькасар и Неро (17 января 1849 — 9 июля 1935), граф де Кастропонсе[исп.]. Холост и бездетен. Ему наследовала дочь его племянницы Беренгелы Кольядо дель Алькасар:
6. Мария дель Милагро Уртадо де Амесага и Кольядо (26 июля 1889—1975), 4-я маркиза де ла Лагуна[исп.], маркиза де Софрага, 3-я виконтесса де Харафе[исп.]. Супруг — Хуан Перес де Гусман и Санхуан, 5-й граф де ла Маркина[исп.]. Бездетен. Ему наследовал его двоюродный брат (сын Мансии Кольядо дель Алькасар):
7. Фаусто де Сааведра и де Кольядо (8 июля 1902—1980), 5-й маркиз де ла Лагуна, 3-й маркиз де Виана, 3-й граф де Урбаса[исп.], граф де Кастропонсе[исп.], 4-й виконт де Харафе, 11-й маркиз де Кокилья[исп.]. Бездетен. Ему наследовал внучатый племянник (внук его сестры Кармен де Сааведара и Кольядо и Эрнандо Фитц-Джеймса Стюарта):
8. Хакобо Эрнандо Фитц-Джеймс Стюарт и Гомес[исп.] (род. 15 ноября 1947), 16-й герцог де Пеньяранда де Дуэро, 14-й маркиз де Вильявисьоса[исп.], 4-й маркиз де Виана[исп.], 9-й маркиз де Кокилья, маркиз де Софрага, маркиз де ла Лагуна, 14-й граф де Монтихо, 4-й граф де Урбаса, граф де Торреэрмоса[исп.].